# Сулейманов, Низами Мамед оглы
Низами Мамед оглы Сулейманов (азерб. Nizami Məmməd oğlu Süleymanov; 25 октября 1945 года, с. Ранджбар, Алибайрамлинский район, Азербайджанская ССР — 2 декабря 2016 года, Баку, Азербайджан) — советский и азербайджанский ученый-материаловед, специалист в области инструментальных сталей, член-корреспондент Академии наук Азербайджана (1989), также президент Азербайджанской национальной творческой академии. Выдвигался кандидатом на пост президента Азербайджана на выборах 1992 и 1998 годов. Был лидером азербайджанской оппозиции и председателем партии «Независимый Азербайджан».

## Биография и карьера
Окончил Азербайджанский политехнический институт.
Занимал должность директора специального конструкторско-технологического бюро металловедения с опытным заводом «Кристалл» Академии наук Азербайджана.
Разработал и внедрил в производство ряд низколегированных сталей для замены вольфрамовых сталей и способов их закалки. Опубликовал более 300 научных трудов, в основном - в области повышения прочности, термостойкости и износостойкости сталей. Получил около 60 авторских свидетельств и патентов на изобретения и рационализаторские предложения. Подготовил 16 кандидатов и 6 докторов наук.
В 1989 году был избран членом-корреспондентом Академии наук Азербайджана по отделению физико-математических и технических наук.
Выдвинул свою кандидатуру на президентских выборах 1992 года, получил около трети голосов избирателей и занял второе место (по оценкам некоторых зарубежных наблюдателей — за счёт обещаний быстрого обогащения страны и победы в карабахском конфликте). Впоследствии ещё раз выдвинул свою кандидатуру на выборах 1998 года, получив приблизительно 8,2 % голосов избирателей и занял третье место.
Незадолго до конца жизни стал известен рядом сомнительных заявлений в области нанотехнологий.

### Основные монографии
- Новые направления в разработке и упрочнении сталей (на русском и английском языках)
- Опыт промышленного освоения новых безфольфрамовых инструментальных сталей и методов сквозного термоупрочнения
- Новый подход к упрочнению легированных инструментальных сталей
- Исследование влияния легирования на теплостойкость Cr-Ti-Si сталей[1]

## Награды и звания
Кавалер ордена Трудового Красного Знамени (1987). Золотая медаль ВДНХ (1983).

## Дополнительные источники
- https://www.kavkaz-uzel.eu/articles/84329/
- http://musavat.com/mobile/olke/iki-defe-prezidentliye-namized-olan-akademik-dunyadan-kochdu_397379.html (недоступная+ссылка)